# Flata labeculata
Flata labeculata är en insektsart som beskrevs av William Lucas Distant 1892. Flata labeculata ingår i släktet Flata och familjen Flatidae. Inga underarter finns listade i Catalogue of Life.